# Uzak
Uzak (en español Lejano) es una película turca de género dramático dirigida, escrita, montada y producida por Nuri Bilge Ceylan y estrenada en 2002. Interpretada en sus papeles principales por Muzaffer Ozdemir y Mehmet Emin Toprak fue la última película en la que participó este último ya que falleció, a los 28 años de edad, en un accidente automovilístico.
La cinta recibió 8 nominaciones y 31 galardones entre los que destacan el Gran Premio del Jurado y el Premio a la interpretación masculina obtenidos en el Festival de Cannes 2003 y el premio FIPRESCI del Festival de San Sebastián.

## Sinopsis
Yusuf (Mehmet Emin Toprak) es un joven trabajador de una fábrica que pierde su trabajo y viaja a Estambul para quedarse con su pariente Mahmut (Muzaffer Özdemir) mientras encuentra un nuevo empleo. Mahmut es un fotógrafo intelectual y rico, mientras que Yusuf es analfabeto e inculto y no se llevan bien entre los dos. 
Yusuf piensa que encontrará fácilmente un trabajo como marinero, pero no hay trabajo, y él no tiene ninguna iniciativa ni energía. Por su parte, Mahmut, a pesar de su riqueza, también se encuentra sin norte: su trabajo, que consiste en fotografiar azulejos, es aburrido y muy poco artístico, y apenas puede expresar emociones hacia su exesposa o su amante, y mientras finge disfrutar con directores de cine intelectuales como Andrei Tarkovsky, cambia a los canales pornográficos tan pronto como Yusuf deja la habitación.

## Reparto
- Muzaffer Ozdemir - Mahmut
- Mehmet Emin Toprak - Yusuf
- Zuhal Gencer - Nazan
- Nazan Kirilmis - Lover
- Feridun Koc - Janitor
- Fatma Ceylan - la madre

## Recepción
La película ha sido aclamada por los críticos de cine y obtiene buenas valoraciones en los portales de información cinematográfica. En IMDb con 20.873 votos obtiene una puntuación de 7,5 sobre 10. En FilmAffinity obtiene una valoración de 6,9 sobre 10 con 1.737 votos. En el agregador de críticas Rotten Tomatoes tiene una calificación de "fresco" para el 87% de las 45 críticas profesionales y para el 82% de las más de 5.000 votos de los usuarios del portal. El consenso crítico del sitio dice: "Sorprendentemente hermoso, comunica volúmenes con su silencio casi dominante". En Metacritic tiene una puntuación de 84 sobre 100, basada en 18 críticas, lo que indica "aclamación universal".